# José Diaz Cueva
José Gabriel Diaz Cueva (ur. 13 czerwca 1925 w Cuenca, zm. 26 stycznia 2018 tamże) – ekwadorski duchowny katolicki, biskup pomocniczy Guayaquil w latach 1964–1967 i 1975-1999, Cuency 1967-1968 oraz biskup diecezjalny Azogues w okresie 1968–1975.

## Życiorys
Święcenia kapłańskie otrzymał 15 października 1950.
13 stycznia 1964 papież Paweł VI mianował go biskupem pomocniczym Guayaquil, ze stolicą tytularną Arae in Numidia. 3 marca tego samego roku z rąk arcybiskupa Manuela Serrano Abad przyjął sakrę biskupią. W 1967 przeniesiony na biskupa pomocniczego do archidiecezji Cuenca. 26 czerwca 1968 mianowany biskupem diecezjalnym diecezji Azogues. 29 kwietnia 1975 zrezygnował z zajmowanej funkcji i ponownie objął godność biskupa pomocniczego archidiecezji Guayaquil. 18 grudnia 1999, ze względu na wiek, złożył rezygnację z zajmowanej funkcji na ręce papieża Jana Pawła II.
Zmarł 26 stycznia 2018.